# Südafrikanische Cricket-Nationalmannschaft in Sri Lanka in der Saison 2021/22
Die Tour der südafrikanischen Cricket-Nationalmannschaft nach Sri Lanka in der Saison 2021/22 fand vom 2. bis zum 14. September 2021 statt. Die internationale Cricket-Tour war Bestandteil der Internationalen Cricket-Saison 2021/22 und umfasste drei One-Day Internationals und drei Twenty20s. Die ODIs waren Teil der ICC Cricket World Cup Super League 2020–2023. Sri Lanka gewann die ODI-Serie 2–1, während Südafrika die Twenty20-Serie 3–0 gewann.

## Vorgeschichte
Für beide Mannschaften war es die erste Tour der Saison. Das letzte Aufeinandertreffen der beiden Mannschaften bei einer Tour fand in der Saison 2020/21 in Südafrika statt.

## Stadien
Die folgenden Stadien wurden für die Tour als Austragungsort vorgesehen.
| Stadion                    | Stadt   | Kapazität | Spiele                   |
| -------------------------- | ------- | --------- | ------------------------ |
| R. Premadasa Stadium (RPS) | Colombo | 35.000    | 1. – 3. ODI; 1. – 3. T20 |

## Kaderlisten
Südafrika benannte seine Kader am 12. August 2021.
Sri Lanka benannte seine Kader am 19. August 2021.
| ODI | ODI | Twenty20 | Twenty20 |
| Sri Lanka | Südafrika | Sri Lanka | Südafrika |
| --- | --- | --- | --- |
| - Dasun Shanaka (K) - Dhananjaya de Silva (VK) - Charith Asalanka - Minod Bhanuka (wk) - Dushmantha Chameera - Dinesh Chandimal (wk) - Akila Dananjaya - Avishka Fernando - Binura Fernando - Wanindu Hasaranga - Praveen Jayawickrama - Chamika Karunaratne - Lahiru Kumara - Lahiru Madushanka - Kamindu Mendis - Ramesh Mendis - Pathum Nissanka - Kusal Perera (wk) - Nuwan Pradeep - Bhanuka Rajapaksa - Pulina Tharanga - Maheesh Theekshana | - Temba Bavuma (K) - Junior Dala - Beuran Hendricks - Reeza Hendricks - Heinrich Klaasen (wk) - George Linde - Janneman Malan - Aiden Markram - Keshav Maharaj - Wiaan Mulder - Anrich Nortje - Andile Phehlukwayo - Dwaine Pretorius - Kagiso Rabada - Tabraiz Shamsi - Lutho Sipamla - Rassie van der Dussen - Kyle Verreynne - Lizaad Williams | - Dasun Shanaka (K) - Dhananjaya de Silva (VK) - Charith Asalanka - Minod Bhanuka (wk) - Dushmantha Chameera - Dinesh Chandimal (wk) - Akila Dananjaya - Avishka Fernando - Binura Fernando - Wanindu Hasaranga - Praveen Jayawickrama - Chamika Karunaratne - Lahiru Kumara - Lahiru Madushanka - Kamindu Mendis - Ramesh Mendis - Pathum Nissanka - Kusal Perera (wk) - Nuwan Pradeep - Bhanuka Rajapaksa - Pulina Tharanga - Maheesh Theekshana | - Keshav Maharaj (K) - Quinton de Kock (wk) - Bjorn Fortuin - Beuran Hendricks - Reeza Hendricks - Heinrich Klaasen - George Linde - Sisanda Magala - Aiden Markram - David Miller - Wiaan Mulder - Lungi Ngidi - Anrich Nortje - Dwaine Pretorius - Kagiso Rabada - Tabraiz Shamsi - Rassie van der Dussen - Lizaad Williams |

## One-Day Internationals

### Erstes ODI in Colombo
| 2. September Scorecard | Colombo | Sri Lanka 300-9 (50)          | – | Südafrika 286-6 (50) |
|                        |         | Sri Lanka gewinnt mit 14 Runs |   |                      |

Sri Lanka gewann den Münzwurf und entschied sich als Schlagmannschaft zu beginnen. Als Spieler des Spiels wurde Avishka Fernando ausgezeichnet.

### Zweites ODI in Colombo
| 4. September Scorecard | Colombo | Südafrika 283-6 (47/47)                    | – | Sri Lanka 197 (36.4/41) |
|                        |         | Südafrika gewinnt mit 67 Runs (D/L method) |   |                         |

Südafrika gewann den Münzwurf und entschied sich als Schlagmannschaft zu beginnen. Als Spieler des Spiels wurde Janneman Malan ausgezeichnet.

### Drittes ODI in Colombo
| 7. September Scorecard | Colombo | Sri Lanka 203-9 (50)          | – | Südafrika 125 (30) |
|                        |         | Sri Lanka gewinnt mit 78 Runs |   |                    |

Sri Lanka gewann den Münzwurf und entschied sich als Schlagmannschaft zu beginnen. Als Spieler des Spiels wurde Dushmantha Chameera ausgezeichnet.

## Twenty20 Internationals

### Erstes Twenty20 in Colombo
| 10. September Scorecard | Colombo | Südafrika 163-5 (20)          | – | Sri Lanka 135-6 (20) |
|                         |         | Südafrika gewinnt mit 28 Runs |   |                      |

Südafrika gewann den Münzwurf und entschied sich als Schlagmannschaft zu beginnen. Als Spieler des Spiels wurde Aiden Markram ausgezeichnet.

### Zweites Twenty20 in Colombo
| 12. September Scorecard | Colombo | Sri Lanka 103 (18.1)            | – | Südafrika 105-1 (14.1) |
|                         |         | Südafrika gewinnt mit 9 Wickets |   |                        |

Sri Lanka gewann den Münzwurf und entschied sich als Schlagmannschaft zu beginnen. Als Spieler des Spiels wurde Tabraiz Shamsi ausgezeichnet.

### Drittes Twenty20 in Colombo
| 14. September Scorecard | Colombo | Sri Lanka 120-8 (20)             | – | Südafrika 121-0 (14.4) |
|                         |         | Südafrika gewinnt mit 10 Wickets |   |                        |

Südafrika gewann den Münzwurf und entschied sich als Schlagmannschaft zu beginnen. Als Spieler des Spiels wurde Quinton de Kock ausgezeichnet.

## Auszeichnungen

### Player of the Series
Als Player of the Series wurden der folgende Spieler ausgezeichnet.
| Serie   | Player of the Series |
| ------- | -------------------- |
| ODI     | Charith Asalanka     |
| Tweny20 | Quinton de Kock      |

### Player of the Match
Als Player of the Match wurden die folgenden Spieler ausgezeichnet.
| Spiel       | Player of the Match |
| ----------- | ------------------- |
| 1. ODI      | Avishka Fernando    |
| 2. ODI      | Janneman Malan      |
| 3. ODI      | Dushmantha Chameera |
| 1. Twenty20 | Aiden Markram       |
| 2. Twenty20 | Tabraiz Shamsi      |
| 3. Twenty20 | Quinton de Kock     |